# Philippe Jaccottet
Philippe Jaccottet (ur. 30 czerwca 1925 w Moudon, zm. 24 lutego 2021 w Grignan) – szwajcarski pisarz, krytyk, eseista i tłumacz pochodzący z kantonu Vaud, piszący po francusku.

## Życiorys
Po ukończeniu studiów w Lozannie Jaccottet przeniósł się na kilka lat do Paryża. W 1953 zamieszkał w Grignan w Prowansji. Przełożył na język francuski wielu pisarzy i poetów, w tym Goethego, Hölderlina, Manna, Mandelsztama, Góngorę, Leopardiego, Musila, Rilkego, Homera (Odyseja), Bachmann, Ungarettiego; wydał również swój zbiór tłumaczeń haiku.
Po polsku ukazały się dwa zbiory poezji Jaccotteta, Ten, który nie wie w tłumaczeniu Aleksandry Olędzkiej-Frybesowej i ze wstępem Jeana Starobinskiego oraz Ostatnia księga Madrygałów oraz inne wiersze i prozy w tłumaczeniu Jana Marii Kłoczowskiego. Na wrzesień 2025 zapowiedziano wydanie przez Państwowy Instytut Wydawniczy zbioru Samosiewy. Zapiski poetyckie z lat 1954–2020, również w przekładzie Jana Marii Kłoczowskiego. 
W 2003 otrzymał Prix Goncourt w kategorii poezji.
W 2014 został piętnastym pisarzem, którego dzieła za życia autora opublikowane zostały w prestiżowej serii Bibliothèque de la Pléiade (Biblioteka Plejady). Jest czwartym Szwajcarem, którego dzieła trafiły do tej serii (po Rousseau, Cendrarsie i Ramuzie).